# NGC 2679
NGC 2679 este o interacțiune de galaxii situată în constelația Racul. A fost descoperită în 13 martie 1785 de către William Herschel. Se află la o distanță de 31,1 de megaparseci de Pământ.